# توتونيون

شبه جزيرة يوتلاند

التوتونيون، ذكرهم المؤرخون اليونانيون والرومان مثل سترابو وفيليوس بوصفهم قبيلة جرمانية أو سلتية. وهناك خلاف حول نسب التوتونيون بالسلت، ووفقا لخريطة بطليموس فإنهم عاشوا في يوتلاند، وهو يوافق في ذلك بومبونيوس ميلا الذي وضعهم في إسكندنافيا. مصطلح الشعوب التوتونية يستخدم الآن بشكل واسع للإشارة إلى الشعوب المتحدثة بلغات جرمانية، وخصوصا الألمانية، بدلا من الإشارة إلى القبيلة فقط.
على أي حال يعتقد أنهم اعطوا اسمهم إلى مقاطعة تي (بالإنجليزية: Thy)‏ في شمال الدانمرك.

## التاريخ

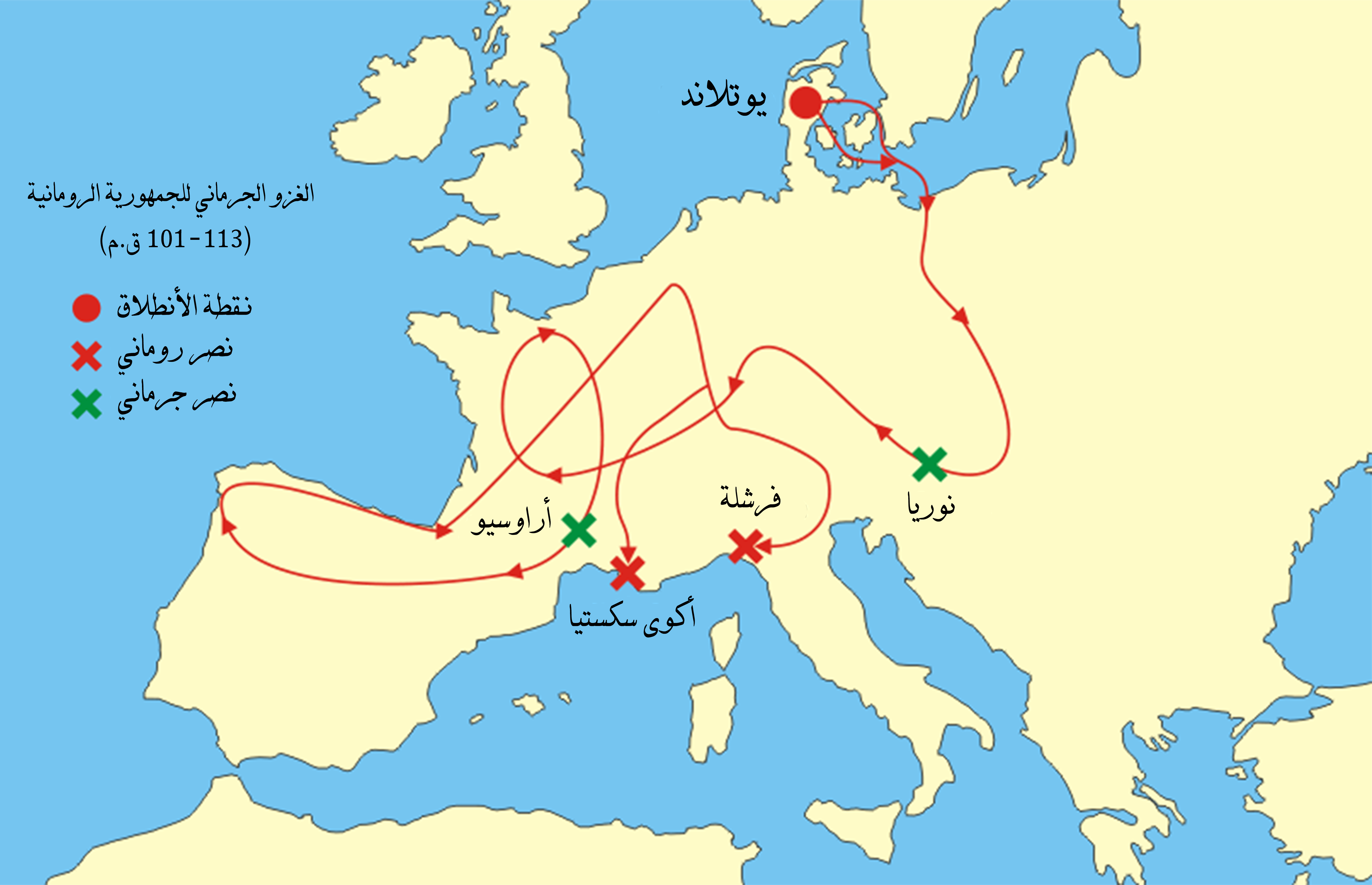
غزو الكيمبريين والتوتونيين على الجُمهورية الرومانية خلال الفترة (113-101 ق.م).

في أواخر القرن الثاني قبل الميلاد، هاجر الكثير من التوتونيين بقيادة تيوتابود رفقة جيرانهم الكيمبريين والأمبرونيين من موطنهم الأصلي في جنوب إسكندنافيا وشبه جزيرة يوتلاند في الدانمارك، جنوبا وغربا إلى وادي نهر الدانوب، حيث واجهوا الجمهورية الرومانية المتوسعة.مر التوتونيون والكمبريون غربا خلال أراضي الغال قبل أن يهاجموا إيطاليا الرومانية. بعد الانتصارات الحاسمة على الرومان في معركة نوريا (بالإنجليزية: Noreia)‏ ومعركة أراوسيو سنة 105 ق.م، انفصل الكمبريون والتوتونيون وهزمهم غايوس ماريوس كلا على حدة عامي 102 ق.م و101 ق.م على التوالي، التوتونيين في معركة أكواي سكستيا والكيمبريين في معركة فرشلة منهيًا الحرب الكمبرية. هزيمة التوتونيين كانت في معركة أكواي سكستيا (بالإنجليزية: Aquae Sextiae)‏ بالقرب من آكس أون بروفانس الحالية. وقد أُخذ ملكهم تيوتابود مكبلا بالأصفاد. تقول التقارير أن بعض من بقي على قيد الحياة من الأسرى كانوا من المجالدين المتمردين في حرب العبيد الثالثة.
لا تزال القرابات اللغوية للتوتونيين محل خلاف محل خلاف بين المؤرخين. فاسمهم ذو تركيب سلتي؛ والكثير من الكتاب يعتقد أنهم كانوا حقا سلتيين، وربما تفرعوا من الهيلفيتي (بالإنجليزية: Helvetii)‏. ولكن الرحالة اليوناني القديم بيثياس تحدث عن شعب بهذا الاسم سكن على سواحل المحيط الشمالي، أيضا سترابو وفيليوس يصنفونهم كجرمانيين، وهذا الرأي يبدو أكثر احتمالا. على الرغم من أن بعض المؤرخين القدامى كانوا لا يميزون بين التوتونيين والسلتيين. ولو كان التوتونيون قد جاؤوا حقا من نفس المكان الذي جاء منه الكمبريون، فمن المحتمل أن يكون اسمهم محفوظا في منطقة تي في أقصى شمال غرب يوتلاند.

## الانتحار الجماعي للنساء التوتونيات

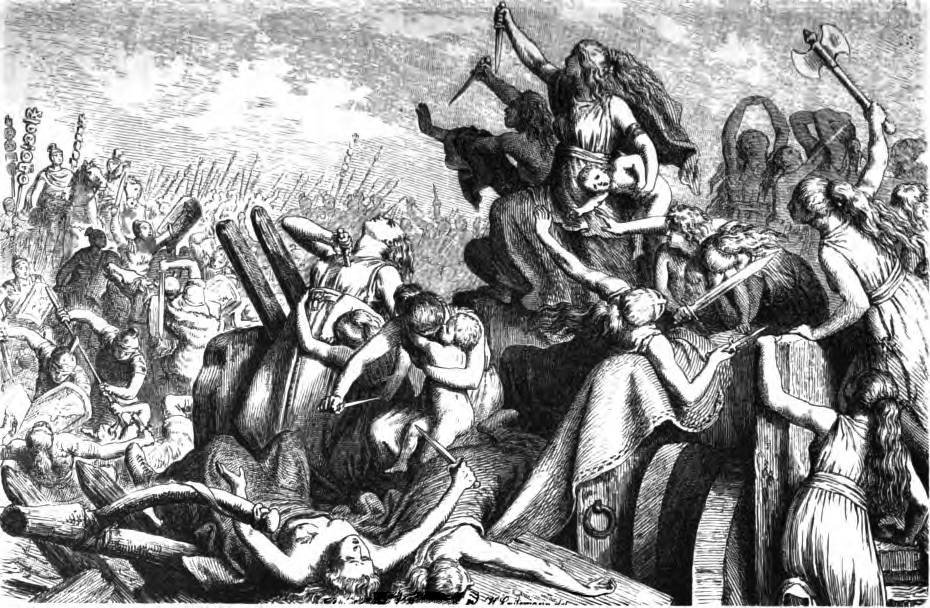
نساء توتونيات يدافعن عن الحصن، رسمها Heinrich Leutemann سنة 1882

وفقا لكتابات فلاريوس ماكسيموس ولوسيوس فلوروس فإن تيوتابود ملك التوتونيين أخذ مكبلا بالأصفاد بعد أن هزمهم الرومان، وقضت شروط الاستسلام بأن تسلم ثلاثمائة امرأة متزوجة إلى الرومان كسبايا، وعندما علمت السيدات التوتونيات بهذا المطلب، توسلوا إلى الحاكم الروماني أن يجعلهن يخدمن في معابد سيرس وفينوس بدلا من ذلك، وعندما قوبل طلبهن بالرفض عمدن إلى أطفالهن فذبحنهم. في الصباح التالي وجدت السيدات جميعهن مقتولات خنقا على يد بعضهن البعض. خلد هذا التصرف في أساطير الغضب التوتوني الرومانية